# 馬提亞斯噴泉

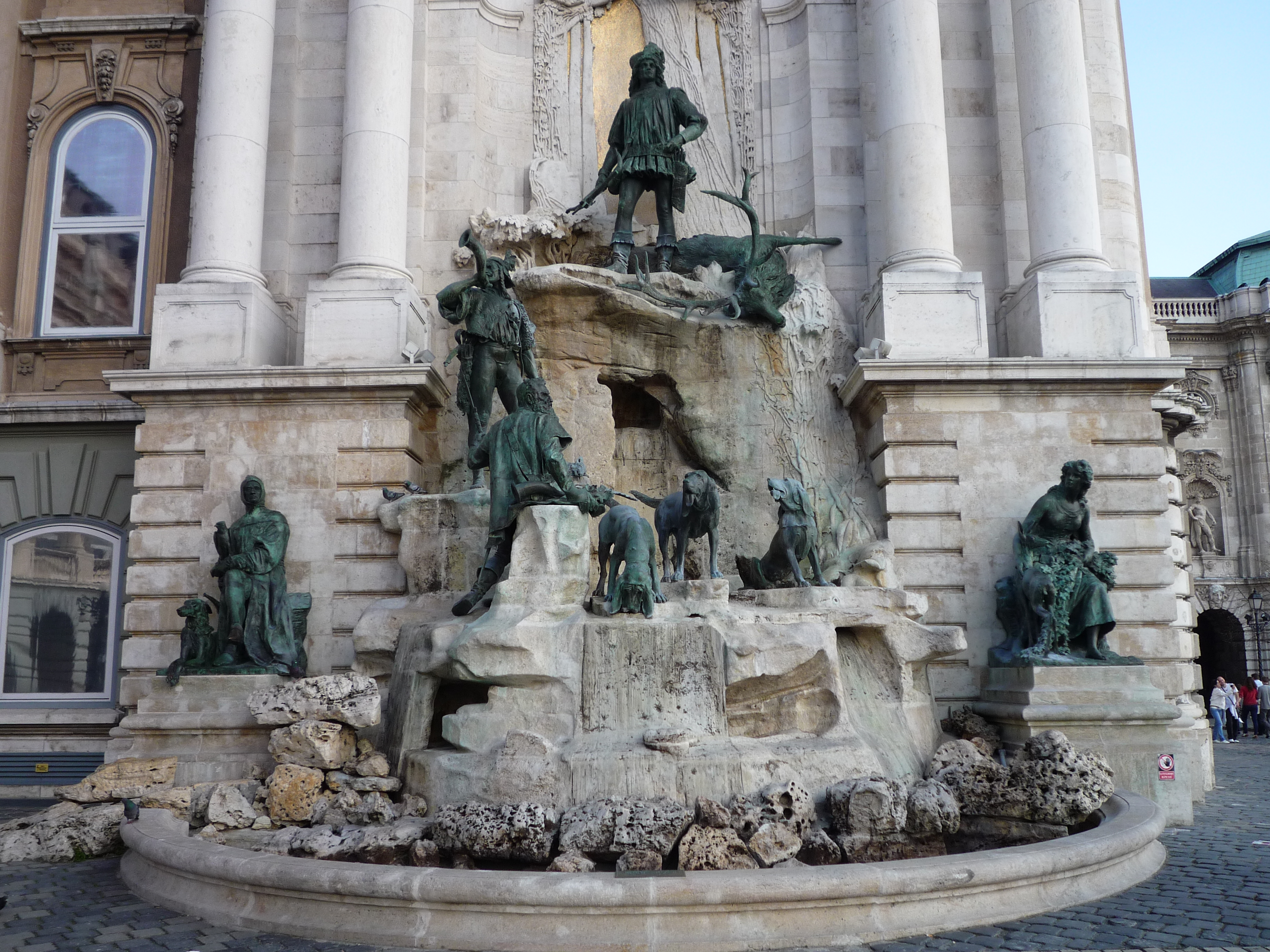
馬提亞斯噴泉

馬提亞斯噴泉（匈牙利語：Mátyás kútja）是匈牙利首都布達佩斯的一座噴泉，位於布達城堡內。這座噴泉的外觀是新巴洛克式風格，也是布達佩斯最著名的地標之一，有「布達佩斯的特萊維泉」之稱。2010年，噴泉進行了修復工程。
47°29′46″N 19°02′21″E / 47.49617°N 19.03908°E